# Карацу (княжество)
Княжество Карацу (яп.  唐津藩  Карацу-хан) — феодальное княжество (хан) в Японии периода Эдо (1593—1871), в провинции Хидзэн региона Сайкайдо на острове Кюсю (современная префектура Сага).

## Краткая история
Административный центр княжества: замок Карацу в провинции Хидзэн.
Доход хана:
- 1593—1647 годы — 120 000 коку риса
- 1649—1678 годы — 90 000 коку
- 1678—1691 годы — 60-70 коку риса
- 1691—1762 годы — 70 000 коку
- 1762—1871 годы — 60 000 коку риса

Карацу-хан был ликвидирован в 1871 году.

## История княжества
Княжество Карацу было создано в 1593 году. Его первым правителем стал Тэрадзава Хиротака (1563—1633), вассал Тоётоми Хидэёси. После завоевания Тоётоми Хидэёси острова Кюсю Тэрадзава Хиротака получил во владение домен Карацу (провинция Хидзэн) с доходом 83 000 коку риса. В 1633 году ему наследовал второй сын Тэрадзава Каратака (1609—1647). В 1647 году Тэрадзава Каратака сошёл с ума и совершил самоубийство. Из-за отсутствия наследника Карацу-хан перешёл под прямое управления бакуфу.
В 1649 году Карацу-хан был передан Окубо Тадамото (1604—1670), ранее правившему в Акаси-хане (провинция Харима). В 1670 году ему наследовал приёмный сын Окубо Тадамото(1632—1712), который в 1678 году был переведён в Сакура-хан (провинция Симоса).
В 1678 году новым правителем Карацу-хана стал Мацудайра Норихиса (1633—1686), бывший владелец Сакура-хана. В 1686 году после смерти Норихиса новым даймё стал его второй сын Мацудайра Норихару (1654—1690). В 1690 году ему наследовал сын Мацудайра Норисато (1686—1746), но в следующем году его перевели в Тоба-хан (провинция Сима).
В 1691—1762 годах княжеством Карацу владел род Дои. В 1691 году первым правителем стал Дои Тосимасу (1650—1713), бывший даймё Тоба-хана. В 1713 году ему наследовал сын Дои Тосидзанэ (1690—1736). В 1736 году третьим даймё Карацу-хана стал Тосинобу (1723—1744), приёмный сын Тосидзанэ. В 1744 году после смерти Тосидзанэ на княжеский престол вступил его брат Дои Тосисато (1722—1777), который в 1762 году был переведён в княжество Кога (провинция Симоса).
В 1762 году Карацу-хан был передан Мидзуно Тадато (1734—1812), который ранее владел Окадзаки-ханом (провинция Микава). В 1775 году Тадато уступил власть своему приёмному сыну Мидзуно Тадаканэ (1744—1818). В 1805 году он передал престол своему сыну Мидзуно Тадааки (1771—1814). В 1812 году новым правителем Карацу-хана стал Мидзуно Тадакуни (1794—1851), второй сын и преемник Тадааки. В 1817 году он добился своего перевода в Хамамацу-хан (провинция Тотоми).
В 1817 году княжество Карацу получил во владение Огасавара Нагамаса (1796—1823), бывший даймё Танагура-хана (провинция Муцу). Его потомки управляли ханом вплоть до 1871 года.
Во время Войны Босин (1868—1869) фактический правитель Карацу-хана Огасавара Нагамити с отрядом своих вассалов сражался на стороне союза северных княжеств против императорского правительства. Осенью 1868 года после падения Северного союза Огасавара Нагамити отправился на остров Хоккайдо, где воевал на стороне Республики Эдзо. В это же самое время администрация Карацу-хана поддерживала Союз Саттё и императора Мэйдзи.
Карацу-хан был ликвидирован в 1871 году.

## Правители княжества
- Тэрадзава, 1593—1647 (тодзама-даймё)

| № | Имя                | Имя      | Годы правления | Годы жизни  | Примечания                               |
| - | ------------------ | -------- | -------------- | ----------- | ---------------------------------------- |
| 1 | Тэрадзава Хиротака | 寺沢広高 | 1563 — 1633    | 1593 — 1633 | Сын Тэрадзавы Хиромасы                   |
| 2 | Тэрадзава Кататака | 寺沢堅高 | 1609 — 1647    | 1633 — 1647 | Второй сын и преемник Тэрадзавы Хиротаки |

- Род Окубо, 1649—1678 (фудай-даймё)

| № | Имя            | Имя        | Годы правления | Годы жизни  | Примечания                                                   |
| - | -------------- | ---------- | -------------- | ----------- | ------------------------------------------------------------ |
| 1 | Окубо Тадамото | 大久保忠職 | 1649 — 1670    | 1604 — 1670 | Старший сын Окубо Тадацунэ                                   |
| 2 | Окубо Тадатомо | 大久保忠朝 | 1670 — 1678    | 1632 — 1712 | Второй сын хатамото Окубо Норитаки, усыновлён Окубо Тадамото |

- Род Мацудайра (ветвь Огю), 1678—1691 (фудай-даймё)

| № | Имя                | Имя      | Годы правления | Годы жизни  | Примечания                               |
| - | ------------------ | -------- | -------------- | ----------- | ---------------------------------------- |
| 1 | Мацудайра Норихиса | 松平乗久 | 1678 — 1686    | 1633 — 1686 | Старший сын Мацудайры Норинаги           |
| 2 | Мацудайра Норихару | 松平乗春 | 1686 — 1690    | 1654 — 1690 | Второй сын и преемник Мацудайры Норихисы |
| 3 | Мацудайра Норисато | 松平乗邑 | 1690 — 1691    | 1686 — 1746 | Старший сын Мацудайры Норихару           |

- Род Дои, 1691—1762 (фудай-даймё)

| № | Имя           | Имя      | Годы правления | Годы жизни  | Примечания                                       |
| - | ------------- | -------- | -------------- | ----------- | ------------------------------------------------ |
| 1 | Дои Тосимасу  | 土井利益 | 1691 — 1713    | 1650 — 1713 | Второй сын Дои Таситака                          |
| 2 | Дои Тосидзанэ | 土井利実 | 1713 — 1736    | 1690 — 1736 | Старший сын Дои Тосимасу                         |
| 3 | Дои Тосинобу  | 土井利延 | 1736 — 1744    | 1723 — 1744 | Старший сын Дои Тосикиё, усыновлён Дои Тосидзанэ |
| 4 | Дои Тосисато  | 土井利里 | 1744 — 1762    | 1722 — 1777 | Второй сын Дои Тосикиё, усыновлён Дои Тосинобу   |

- Род Мидзуно, 1762—1817 (фудай-даймё)

| № | Имя              | Имя      | Годы правления | Годы жизни  | Примечания                                          |
| - | ---------------- | -------- | -------------- | ----------- | --------------------------------------------------- |
| 1 | Мидзуно Тадато   | 水野忠任 | 1762 — 1775    | 1734 — 1812 | Второй сын хатамото Мидзуно Моримити                |
| 2 | Мидзуно Тадаканэ | 水野忠鼎 | 1775 — 1805    | 1744 — 1818 | Второй сын Асано Мунэцунэ, усыновлён Мидзуно Тадато |
| 3 | Мидзуно Тадааки  | 水野忠光 | 1805 — 1812    | 1771 — 1814 | Старший сын Мидзуно Тадаканэ                        |
| 4 | Мидзуно Тадакуни | 水野忠邦 | 1814 — 1817    | 1794 — 1851 | Второй сын и преемник Мидзуно Тадааки               |

- Род Огасавара, 1817—1871 (фудай-даймё)

| № | Имя                 | Имя        | Годы правления | Годы жизни  | Примечания                                                |
| - | ------------------- | ---------- | -------------- | ----------- | --------------------------------------------------------- |
| 1 | Огасавара Нагамаса  | 小笠原長昌 | 1817 — 1823    | 1796 — 1823 | Второй сын Огасавара Нагатака, даймё Танагура-хана        |
| 2 | Огасавара Нагаясу   | 小笠原長泰 | 1823 — 1833    | 1806 — 1862 | Сын Сакаи Таданори, усыновлён Огасавара Нагамаса          |
| 3 | Огасавара Нагао     | 小笠原長会 | 1833 — 1836    | 1810 — 1836 | Второй сын и преемник Огасавара Нагаясу                   |
| 4 | Огасавара Нагакадзу | 小笠原長和 | 1836 — 1840    | 1821 — 1840 | Девятый сын Янагисавы Ясухиро, усыновлён Огасаварой Нагао |
| 5 | Огасавара Нагакуни  | 小笠原長国 | 1840 — 1871    | 1812 — 1877 | Старший сын Мацудайра Мицуцунэ                            |